# Everard de Jong
Everardus Johannes de Jong (ur. 4 lipca 1958 w Eindhoven) – holenderski duchowny rzymskokatolicki, biskup pomocniczy Roermond od 1999. Administrator Apostolski Ordynariatu Wojskowego Holandii.
Święcenia kapłańskie otrzymał 28 maja 1983.
12 grudnia 1998 papież Jan Paweł II mianował go biskupem pomocniczym diecezji Roermond, ze stolicą tytularną Cariana. Sakry biskupiej udzielił mu bp Frans Wiertz. 1 czerwca 2020 roku papież Franciszek mianował go również Administratorem Apostolskim Ordynariatu Wojskowego Holandii.